# Lagoa dos Gatos
Lagoa dos Gatos est une municipalité brésilienne située dans l'État du Pernambouc.